# БК Черноморец (Бургас)
БК ”Черноморец” е български баскетболен клуб от Бургас.

## История
Баскетболът в гр. Бургас има над 75-годишна история, през която винаги е имал професионален мъжки баскетболен отбор.
БК ”Черноморец” – Бургас е бронзов медалист от Държавното първенство през 1981 и 1991 г. Носител на Купа на България през 1965 г. и 1975 г.
Бургас разполага със зала за баскетбол с капацитет 1000 места за зрители.
Видни представители в треньорската професия са били Стефан Николов, Динко Хаджидинев и Панайот Влаев. В годините на съществуването на бургаския баскетбол имаме много медали и шампионски титли спечелени от нашите деца и юноши, като последен пример за това е спечелването на бронзовите медали в Младежката лига през сезон 2009/2010 г. От Бургас са тръгнали за големия баскетбол Бойчо Брънзов, Димо Грозев, Петко Маринов, Атанас Стоянов, Георги Йорданов, Станчо Костов, Димо Костов, Дечо Коешинов, Петър Тасмов.
В историята на НБЛ за сезон 20/21 г. играят 
най -младия и най -възрастния състезател.
Максим Чоков на 14 години и Михаил Капитанов на 43 години.
През 2024г „акулите” се оттеглят от шампионата

## Успехи
Държавно първенство

- 2024 – Трето място
- 2023 – Второ място
- 1991 – Трето място
- 1981 – Трето място

Купа на България
- 2024 – Шампион
- 1975 – Шампион
- 1965 – Шампион